# Coptoeme nigrotibialis
Coptoeme nigrotibialis là một loài bọ cánh cứng trong họ Cerambycidae.